# Łuh (przystanek kolejowy)
Łuh (ukr. Луг, cz. Luh) – przystanek kolejowy w miejscowości Łuh, w rejonie użhorodzkim, w obwodzie zakarpackim, na Ukrainie. Położony jest na linii Sambor – Czop.

## Historia
Przystanek powstał przed II wojną światową. W okresie przynależności tych terenów do Czechosłowacji nosił nazwę Luh.